# Marciana Marina
Marciana Marina – miejscowość i gmina we Włoszech, w regionie Toskania, w prowincji Livorno.
Według danych na rok 2004 gminę zamieszkiwało 1891 osób, 378,2 os./km².